# テレ玉杯オーバルスプリント
テレ玉杯オーバルスプリント（テレたまはいオーバルスプリント）は、埼玉県浦和競馬組合が浦和競馬場ダート1400mで施行するダートグレード競走（JpnIII）である。オーバル（Oval）は卵形、楕円形の意。
副賞は、埼玉県浦和競馬組合管理者賞、日本中央競馬会理事長賞、日本馬主協会連合会長奨励賞、日本地方競馬馬主振興協会会長賞、（一社）埼玉県馬主会会長賞、全国公営競馬主催者協議会会長賞、地方競馬全国協会理事長賞、テレ玉賞、また生産牧場賞がある（2024年）。

## 概要
1991年にダート1900mの重賞・「テレビ埼玉杯」として創設、2005年施行距離が1400mに変更された。創設当初は年度末開催、その後1997年から5月に施行時期を移し、2005年に距離が短縮された当初は6月、翌年から年末12月開催に施行されていた。
2008年度からは一新して埼玉新聞杯とともに競走名が変更され、浦和競馬所属で中央競馬移籍後に中央競馬のGI競走を制したトロットサンダーの功績を記念して、2008年3月に「トロットサンダー記念 オーバルスプリント」と決定された。
2011年からは短距離競走の整備の元、9月に施行時期を移し、新たに中央所属馬を含めた指定交流重賞競走として施行。テレ玉杯（テレビ埼玉）の冠競走が復活する。
なお規定に伴い、施行2年間はダートグレード競走としての格付けを行わず、重賞として施行された。2013年からはJpnIII格付けで施行される。
2014年からはレース名が「テレ玉杯オーバルスプリント」となっている。

### 条件・賞金（2024年）
出走資格
サラブレッド系3歳以上、地方競馬選定馬及び中央競馬選定馬。
- 習志野きらっとスプリントを優勝した南関東所属馬、トワイライトカップの優勝馬、サンタアニタトロフィーの優勝馬、スパーキングサマーカップの2着以上の馬に優先出走権がある。

負担重量
別定。3歳52kg、4歳以上54kg、牝馬2kg減（南半球産3歳2kg減）を基本に、更に以下のように負担増となる。ただし2歳時の成績は対象外。
1. 本年9月6日より過去のGI・JpnI競走1着馬は5kg増、GII・JpnII競走1着馬は3kg増、GIII・JpnIII競走1着馬は1kg増。
2. 上記重量に加え、G・Jpn競走を通算3勝以上は1kg増とし、さらに2勝ごとに1kg増とする。
3. 負担重量の上限は3歳58kg、4歳以上60kg、牝馬2kg減（南半球産3歳56kg、同牝馬54kg）。

賞金額
1着3000万円、2着1050万円、3着600万円、4着300万円、5着150万円。
優先出走権付与
優勝した南関東所属馬にはマイルグランプリの優先出走権が付与される。

## 歴史
- 1991年 - 浦和競馬場・ダート1900mの南関東重賞競走・テレビ埼玉杯として創設。
- 1996年 - 南関東グレード制施行にともない、南関東G3に格付。
- 1997年
  - 施行時期を5月に移行したため年2回開催。
  - 施行時期の移行にともない、出走資格が第8回より「サラブレッド系5歳以上」から「サラブレッド系4歳以上（現・3歳以上）」に変更。
- 2005年 - 施行距離をダート1400mに変更。
- 2006年 - 施行時期を12月に移行。
- 2007年 - 格付けを南関東SIIIに変更。
- 2008年 - 競走名をオーバルスプリントに変更。
- 2011年
  - 中央・地方全国指定交流の重賞競走（格付けなし[4]）に指定[5]。
  - 施行時期を9月に移行、競走格付けをSIIに格上げ[5]。
- 2012年
  - 南関東SIIの格付けを廃止し、中央・地方全国指定交流の重賞競走（格付けなし）として実施。
  - アースサウンドが牝馬として初めて優勝。
- 2013年 - 当年度よりJpnIII格付けで実施[6]。
- 2014年 - 競走名をテレ玉杯オーバルスプリントに変更。
- 2021年 - COVID-19の流行により「無観客競馬」として開催。

### 歴代優勝馬
優勝馬の馬齢は、2000年以前も現行表記に揃えている。
競走名は第1回から第18回まで「テレビ埼玉杯」、第19回から第24回まで「オーバルスプリント」、第25回以降は「テレ玉杯オーバルスプリント」。
| 回数   | 施行年月日     | 優勝馬             | 施行距離 [m] | 性齢 | 所属 | タイム  | 優勝騎手   | 管理調教師 | 馬主                     |
| ------ | -------------- | ------------------ | ------------ | ---- | ---- | ------- | ---------- | ---------- | ------------------------ |
| 第1回  | 1991年03月06日 | レインボーアカサカ | 1900         | 牡7  | 船橋 | 1:58.9  | 石井勝男   | 凾館喜弘   | （株）イーデン産業       |
| 第2回  | 1992年02月19日 | スピードドルフ     | 1900         | 牡6  | 浦和 | 2:00.5  | 細川勉     | 岡田一男   | 松本秀治                 |
| 第3回  | 1993年02月23日 | ハセカツトップ     | 1900         | 牡5  | 大井 | 1:59.2  | 張田京     | 大山一男   | 長谷川泰一               |
| 第4回  | 1994年03月30日 | ケイシュウタイム   | 1900         | 牡6  | 川崎 | 2:00.1  | 久保勇     | 鈴木春吉   | 松岡正雄                 |
| 第5回  | 1995年02月15日 | ハナセール         | 1900         | 牡7  | 大井 | 1:59.4  | 堀千亜樹   | 物井榮     | （有）兼正商事           |
| 第6回  | 1996年02月07日 | ヘイセイベル       | 1900         | 牡5  | 川崎 | 1:59.9  | 野崎武司   | 大和田五郎 | 加藤章                   |
| 第7回  | 1997年03月26日 | バンチャンプ       | 1900         | 牡4  | 船橋 | 2:01.0  | 佐藤祐樹   | 宮下仁     | 福山清義                 |
| 第8回  | 1997年05月01日 | バンチャンプ       | 1900         | 牡4  | 船橋 | 2.00.4  | 佐藤祐樹   | 宮下仁     | 福山清義                 |
| 第9回  | 1998年05月20日 | ムテキボーイ       | 1900         | 牡4  | 船橋 | 1:59.9  | 石崎隆之   | 出川博史   | 伊藤昭次                 |
| 第10回 | 1999年05月12日 | アローセプテンバー | 1900         | 牡4  | 船橋 | 1:58.6  | 左海誠二   | 北川亮     | 柳谷泰蔵                 |
| 第11回 | 2000年05月31日 | サプライズパワー   | 1900         | 牡6  | 船橋 | 2:00.7  | 佐藤隆     | 川島正行   | 大迫忍                   |
| 第12回 | 2001年05月03日 | タイコウレジェンド | 1900         | 牡5  | 大井 | R1:57.0 | 的場文男   | 高橋三郎   | （資）太興               |
| 第13回 | 2002年05月15日 | ロイヤルエンデバー | 1900         | 牡4  | 浦和 | 1:59.4  | 繁田健一   | 川島和美   | 脇山久美子               |
| 第14回 | 2003年05月07日 | キングリファール   | 1900         | 牡6  | 船橋 | 1:59.5  | 佐藤隆     | 川島正行   | 滝澤久之進               |
| 第15回 | 2004年05月06日 | ベルモントソレイユ | 1900         | 牡4  | 大井 | 1:59.9  | 早田秀治   | 高橋三郎   | （有）ベルモントファーム |
| 第16回 | 2005年06月21日 | ブルーローレンス   | 1400         | 牡4  | 川崎 | 1:25.3  | 的場文男   | 足立勝久   | 黛大介                   |
| 第17回 | 2006年12月20日 | チョウサンタイガー | 1400         | 牡6  | 川崎 | 1:26.7  | 酒井忍     | 八木仁     | 小林長三郎               |
| 第18回 | 2007年12月26日 | ナイキアディライト | 1400         | 牡7  | 船橋 | 1:26.9  | 内田博幸   | 川島正行   | 小野スミ                 |
| 第19回 | 2008年12月24日 | トーセンラヴ       | 1400         | 牡6  | 浦和 | 1:27.7  | 水野貴史   | 小久保智   | 島川隆哉                 |
| 第20回 | 2009年12月23日 | ノースダンデー     | 1400         | 牡4  | 船橋 | 1:28.7  | 左海誠二   | 林正人     | 小川正男                 |
| 第21回 | 2010年12月23日 | ナイキマドリード   | 1400         | 牡4  | 船橋 | 1:25.5  | 川島正太郎 | 川島正行   | 小野誠治                 |
| 第22回 | 2011年09月08日 | ダイショウジェット | 1400         | 牡8  | JRA  | 1:26.4  | 柴山雄一   | 大根田裕之 | 馬場祥晃                 |
| 第23回 | 2012年09月13日 | アースサウンド     | 1400         | 牝5  | JRA  | 1:28.0  | 後藤浩輝   | 和田正道   | （株）グリーンファーム   |
| 第24回 | 2013年09月12日 | セイントメモリー   | 1400         | 牡6  | 大井 | 1:26.9  | 本橋孝太   | 月岡健二   | 内海正章                 |
| 第25回 | 2014年09月11日 | キョウエイアシュラ | 1400         | 牡7  | JRA  | 1:26.2  | 戸崎圭太   | 森田直行   | 田中晴夫                 |
| 第26回 | 2015年09月23日 | レーザーバレット   | 1400         | 牡7  | JRA  | 1:26.3  | 戸崎圭太   | 萩原清     | 前田葉子                 |
| 第27回 | 2016年09月15日 | レーザーバレット   | 1400         | 牡8  | JRA  | 1:25.8  | 戸崎圭太   | 萩原清     | 前田葉子                 |
| 第28回 | 2017年09月20日 | サイタスリーレッド | 1400         | 牡4  | JRA  | 1:25.1  | 戸崎圭太   | 佐藤正雄   | 西村憲人                 |
| 第29回 | 2018年09月24日 | ノブワイルド       | 1400         | 牡6  | 浦和 | 1:26.1  | 左海誠二   | 小久保智   | 前田亘輝                 |
| 第30回 | 2019年09月12日 | ノブワイルド       | 1400         | 牡7  | 浦和 | 1:25.3  | 左海誠二   | 小久保智   | 前田亘輝                 |
| 第31回 | 2020年09月22日 | サクセスエナジー   | 1400         | 牡6  | JRA  | 1:26.7  | 松山弘平   | 北出成人   | 高嶋哲                   |
| 第32回 | 2021年09月23日 | テイエムサウスダン | 1400         | 牡4  | JRA  | 1:24.6  | 岩田康誠   | 飯田雄三   | 竹園正繼                 |
| 第33回 | 2022年09月21日 | シャマル           | 1400         | 牡4  | JRA  | 1:25.8  | 川須栄彦   | 松下武士   | 金山敏也                 |
| 第34回 | 2023年09月20日 | ドライスタウト     | 1400         | 牡4  | JRA  | 1:25.7  | 戸崎圭太   | 牧浦充徳   | （株）YGGホースクラブ    |
| 第35回 | 2024年09月18日 | スマイルウィ       | 1400         | 牡7  | 船橋 | 1:26.5  | 矢野貴之   | 張田京     | 組）SRT                  |

- Rはコースレコードを示す。

出典: “オーバルスプリント競走優勝馬”. 南関東4競馬場公式Webサイト. 2023年9月18日閲覧。